# サカタのタネ
株式会社サカタのタネ（英: SAKATA SEED CORPORATION）は、日本の神奈川県横浜市都筑区に本社を置く種苗会社。なお「サカタのタネ」は同社の登録商標である。
大正期に創業、港町・横浜で苗木の輸出入から事業を起こし、戦前には世界初の八重咲きペチュニアを作出し欧米へも輸出した。戦後にはプリンスメロンやアンデスメロンを育種・発売し、日本人にとっては高級果物であったメロンの普及に寄与したことでも知られる。

## 沿革

### 創業 - 終戦まで
- 1913年（大正2年） - 創業者・坂田武雄が欧米より帰国後、神奈川県橘樹郡城郷村六角橋（現：横浜市神奈川区六角橋）に坂田農園を設立[3]。苗木の輸出入を始める[5][6]。
- 1914年（大正3年）- 坂田農園から朝日農園へ改称。欧米向けにユリ球根の輸出を始める[3][5][6]。
- 1916年（大正5年）- 第一次世界大戦勃発などにより苗木販売が困難になったことから、主力事業を種子販売に切り替える[3][5][6]。
- 1920年（大正9年）- 欧米向け輸出用カタログ第1号を発行する[3]。
- 1921年（大正10年） - 日本の民間企業では初となる種子の発芽試験場を設置[3][5][6]。
- 1922年（大正11年）- 朝日農園を改組、匿名組合坂田商会へ改称[3]。
- 1923年（大正12年）9月1日 - 同日発生した関東大震災により社屋および試験場が倒壊・焼失[3][5]。
- 1927年（昭和2年）- 国内向け通販カタログ『園の泉』を創刊、通信販売事業を開始[5]。
- 1930年（昭和5年） - 神奈川県高座郡茅ヶ崎町（現：茅ヶ崎市）に茅ヶ崎試験場を開設し、ペチュニアなどの品種改良を開始[3][5]{{八重咲きペチュニアの開発は国立農事試験場からの依頼によるもので、農事試験場からの研究結果が坂田武雄へ提供された[5]}}。
- 1932年（昭和7年） - 世界初となる完全八重咲きペチュニアの新品種「ヴィクトリアンミックス」を育種し発売[5][6]。輸出も開始し、ドイツ・ベナリー社での取り扱いを契機に欧米で広まり高評価を得る[5]。
- 1934年（昭和9年）- アメリカ合衆国の種苗審査会「オールアメリカセレクションズ」で「ヴィクトリアンミックス」が銀賞を受賞[5][6]。
- 1938年（昭和13年）- 「サカタのタネ」を商標登録する[5][6]。
- 1939年（昭和14年）- 世界初となるF1品種のキャベツ「ステキ甘藍（かんらん）」を育種し発売[5]。
- 1942年（昭和17年） - 戦時下の企業統合により坂田商会は解散、5社合同で坂田種苗株式会社を設立[3][5]。
  - しかし軍部の統制により思うように育種や販売が行えなくなったことから、坂田武雄は同社社長を辞任し、疎開先で育種の研究を続ける[5]。終戦により坂田武雄が社長に復帰する[5]。

### 戦後 - 1990年代
- 1951年（昭和年） - 当時の本社に併設し、日本の園芸店の先駆けとなる売店部「坂田種苗・直売部」（のちの「ガーデンセンター横浜」、横浜市神奈川区）を開店[3]。
- 1962年（昭和37年）- マクワウリと坂田武雄がフランスから持ち帰ったメロンの種子を交配して「プリンスメロン」を育種し、同年より発売[6]。
- 1971年（昭和46年） - 横浜市神奈川区桐畑にあった作業室から出火、倉庫に延焼して除草剤の塩素酸ナトリウムが爆発。4棟390平方メートルが全焼し5人負傷[7]。
- 1973年（昭和48年）- 創業60周年記念行事「フィールドデイ」を三郷試験場（長野県南安曇郡三郷村、現：安曇野市）で開催[3]。
- 1976年（昭和51年）- 本社を横浜市南区井土ヶ谷へ移転[注釈 1]。
- 1977年（昭和52年）- アンデスメロンを育種し、同年より発売[6]。
- 1980年（昭和55年）- 横浜駅地下街[注釈 2]に生花店「フローリストサカタ」を開店[3]。
- 1983年（昭和58年）- 創業70周年記念式典と「フラワーショウ」を向ヶ丘遊園で開催[3]。
- 1986年（昭和61年） - 株式会社サカタのタネへ商号変更[3]。
- 1987年（昭和62年） - 種苗業界では初めて東京証券取引所2部に上場[3]。
- 1990年（平成2年） - 東京証券取引所1部に上場[3]。
- 1993年（平成年）- 創業80周年記念行事「ドリームショウ」を掛川総合研究センター（静岡県掛川市）で開催[3]。
- 1995年（平成7年） - 横浜市都筑区仲町台（港北ニュータウン内）に新社屋が竣工、本社を移転[6]。
- 1997年（平成9年）- 西尾植物株式会社（愛知県西尾市）の株式を取得[3]。
- 1998年（平成10年）- 神奈川県藤沢市に園芸店「ガーデンセンター湘南」を開店[3]。

### 2000年代以降
- 2003年（平成15年）- 日本の民間企業で初めて、検査部（現品質検査部）がISTA（国際種子検査協会）承認検査所の認証を取得。
- 2004年（平成16年）10月5日 - 株式会社タカラとのコラボレーション商品として、パンジーの新品種「虹色スミレ with Licca」を発売（詳細は「#コラボレーション商品」を参照）[9]。
- 2005年（平成17年）11月29日 - 同日をもって「ガーデンセンター湘南」を閉店。
- 2007年（平成19年） - 執行役員制度を導入。
- 2008年（平成20年） - メイフォードをサカタ・シード・サザンアフリカに改称。サカタ・シード・インディア（インド）設立。生産管理部次長 別所雅夫が全米審査会ブリーダーズカップを受賞。
- 2010年（平成22年） - F1品種キャベツ「青琳」が、民間の開発品種で初めて「農林認定品種」に認定される。
- 2011年（平成23年）
  - ガーデンセンター横浜が設立60周年を迎える。
  - 通信販売事業開始から80周年を迎える。
  - 個人宅の庭やベランダでも栽培容易な小型メロン「ころたん」を育種し、同年より発売[6]。
- 2013年（平成25年）
  - 創業100周年を記念して、社史『サカタのタネ100年のあゆみ』を編纂[3]。
  - 自社品種の青果物を生産・販売する農業法人子会社「たねとファーム株式会社」を横浜市に設立[3]。
- 2018年（平成30年）‐ 施設の造園緑化事業および指定管理者事業を行う子会社として「サカタのタネ グリーンサービス株式会社」を設立[注釈 3]。
- 2023年（令和5年）2月22日 - 園芸店「ガーデンセンター横浜」（横浜市神奈川区桐畑2）[10] を、同年12月24日をもって閉店することを発表[11]。

## 直営店
- サカタのタネ ガーデンセンター横浜[10]
  - 所在地：神奈川県横浜市神奈川区桐畑2[10]
  - 東急東横線反町駅、京急本線神奈川駅からそれぞれ徒歩約5分[10]。
  - 当時の本社併設の売店部「坂田種苗・直売部」として開店[3][11]。
  - 72年にわたり営業を続けてきたが、2023年12月24日をもって閉店[11]。
  - 店舗のほか倉庫や事務所などがあったが、跡地は2024年に売却されることになった[12] 。
- サカタのタネ ガーデンセンター湘南
  - 所在地：神奈川県藤沢市村岡東1丁目5-8
  - 1998年開店[3]、2005年11月29日をもって閉店。
  - 跡地にはミズノのフットサルコート「ミズノスポーツプラザ藤沢」が開業している[13]。

## コラボレーション商品

### 虹色スミレ with Licca
2004年（平成16年）10月5日、サカタのタネと株式会社タカラ（現：タカラトミー）は共同プレスリリースを発表し、サカタのタネが開発したパンジーの新品種を、タカラが販売する人形「リカちゃん」とのコラボレーション商品として「虹色スミレ with Licca」と命名して発売、タカラはこの花をイメージした衣装を着た「虹色スミレリカちゃん」を同時発売することを発表した。
- タカラが発売する「虹色スミレリカちゃん」は1,000体限定発売、希望小売価格は5,250円（税込）[9]。ピンク系の花色の「スィートハートリカ」をモチーフとしている[9]。
- サカタのタネが発売するパンジー「虹色スミレ with Licca」は全5色で、ラインナップは以下のとおり。鉢植えにはリカちゃんの写真付き苗ラベルやポスターなどでのタイアップ販促活動が行われた。
  1. スィートハートリカ - 花色はピンク系（リカちゃんのイメージカラーでもある）。花色のピンクは淡色から赤に近い濃色まであり、中心部へ向かい白くなるフラッシュタイプ。花色から温かい心をイメージして「スィートハートリカ」と命名[9]。
  2. ブリリアントリカ - 花色はブルー系。作出時は「フラッシングパンジー」と仮称していた。花の中心部は白や黄色、小さな黒目が入るものなどがある。輝くようなブルーの花色から「ブリリアントリカ」と命名[9]。
  3. ロイヤルブルーリカ - 花色はブルー系で 「ブリリアントリカ」よりも濃いロイヤルブルー。花の中心部は白か黄色で、他の花色よりやや花径が大きい[9]。
  4. ノーブルリカ - 花色はパープル系。濃い紫と白のグラデーションで、温度変化で花色の濃淡が変化する。高級感を表現した花色から「ノーブルリカ」と命名[9]。
  5. メープルリカ - 花色は暖色系で赤と黄色のグラデーション。気温が下がると赤みが強まる。秋を感じる花色から「メープルリカ」と命名[9]。

## 産学官連携
- 2006年（平成18年） - 東京工科大学、独立行政法人産業技術総合研究所と共に土壌診断用バイオセンサーの研究開発を行い、世界で初めてその実用化に成功した。製品名「Soil Dock（ソイルドック）」として販売されている。このセンサーは、土壌病害発生の事前予測及び病害汚染圃へ投入すべき有効微生物とその量の特定を可能にするものである。

## 広告
※ 以下は現在、放映されていない。
- ラジオCM（JFNC / TOKYO FM製作）
  - 2022年7月頃から2025年5月末まで、週末土曜 午前：10:50 - 10:55分枠[注釈 4] 及び 午後：3:30 - 3:55分枠[注釈 5]、4:00 - 4:55分枠[注釈 6] の番組終了後に、PT枠として放送[注釈 7]されていた。

## テレビ番組
- 日経スペシャル ガイアの夜明け 一粒のタネが金を生む 〜究極の種子を開発せよ〜（2005年8月9日、テレビ東京）[14]
- 日経スペシャル カンブリア宮殿 花と野菜の100年企業 知られざるグローバル種子革命（2018年7月5日、テレビ東京）[15]
- 知られざるガリバー〜エクセレントカンパニーファイル〜（2023年4月8日、テレビ東京）[16]
- 何を隠そう...ソレが!（2024年6月19日、テレビ東京）[17]

## 関連書籍
- 『世界に夢をまく「サカタのタネ」 国際市場に挑戦する研究開発力』（著者:鶴蒔靖夫）（1991年7月31日、IN通信社）ISBN 9784872180428
- 『タネの大図鑑 身近な花・木から野菜・果物まで 色・形・大きさがよくわかる』（監修:サカタのタネ）（2010年11月4日、PHP研究所）ISBN 978-4-569-78091-7